# Elpiste
Elpiste là một chi bướm đêm thuộc họ Geometridae.